# Аргымак
«Аргымак» — музыкальная группа из Уфы, основанная в 2009 году. С 2015 года — коллектив Башкирской государственной филармонии имени Хусаина Ахметова. Группа исполняет этно-рок, используя башкирский музыкальный фольклор для создания музыкальных композиций в различных современных стилях. В истории коллектива — гастроли и фестивальные выступления в таких странах, как Великобритания, Германия, Франция, Чехия, Австрия, Испания, Мексика, Саудовская Аравия, Турция.
Наряду с электрогитарами и ударными в музыке «Аргымака» используются башкирские народные инструменты: курай, думбыра, кубыз, кыл-кубыз, дунгур. Лидер группы — заслуженный артист Республики Башкортостан Ринат Рамазанов (вокал, курай, горловое пение).